# Fikain
Fikain (EC 3.4.22.3, ficin, debricin, higueroksil delabare) je enzim. Ovaj enzim katalizuje sledeću hemijsku reakciju
Slična reakcija sa reakcijom papaina
Ovaj enzim je glavna proteolitička komponenta lateksa tropskog drveta Ficus glabrata.

## Spoljašnje veze
- Ficain на 